# Una mujer y una niña conduciendo
Una mujer y una niña conduciendo es una pintura al óleo sobre lienzo de la impresionista estadounidense Mary Cassatt, creada en 1881. Representa en un encuadre cercano a la hermana de la artista, Lydia, junto a Odile Fèvre, sobrina de Edgar Degas, en un carruaje que atraviesa el Bois de Boulogne. La mujer lleva las riendas, conduciendo el vehículo, mientras el cochero se sienta atrás, dejándose llevar. Los estudiosos han visto la pintura como una representación de la creciente autonomía femenina en la esfera pública parisina, donde el hecho empezaba a tolerarse y para una dama conducir el propio carruaje significaba independencia. La pintura se encuentra en el Museo de Arte de Filadelfia. 